# Бінья У
Бінья У (*монська ဗညာဥူး бірм. ဗညားဦးး; 1323 — 2 січня 1384) — 7-й володар Гантаваді у 1348—1384 роках.

## Життєпис

### Молоді роки
Походив з династії Раманья. Старший син Со Зейна, володаря Гантаваді. Його матір'ю була Санда Мін Хла, донька Біньї Хона, володаря Гантаваді. Народився наприкінці 1323 року. Вважався спадкоємцем трону. Втім 1330 року його батька вбили. Протягом декількох місяців змінилося кілька володарів. Зрештою Санда Мін Хла домоглася сходження на трон Гантаваді свого брата Бінью Е.
У 1340-х роках відносини Бінья У і Бінья Е погіршилися. Деякий час У перебував за ґратами. Зрештою після смерті Бінья Е (від віспи) у 1348 році отримав владу в Гантаваді, прийнявши титул сінбюшин («Володар Білого Слона»).

### Панування
До 1352 року доклав зусилля до зміцнення влади, подолання зовнішніх і внутрішніх загроз. Для отримання прихильності знаті й сановників влаштував низку шлюбних союзів. Сам одружився з трьома дочками міністра Тан-Бона та видав свою сестру — Магадеві — за Бон-Лана, сина Тан-Дау.
Складними залишалися відносини з васальними державами, оскільки вони підкорялися лише номінально. Спочатку вдалося встановити владу в Пеґу, де призначив власного намісника — зведеного брата Ман Лінка. 1351 року повстало місто Донвун (за 100 км на північ від столиці — Мартабану), правитель якої отримав допомогу від держави Ланна. Ворог швидко захопив північ держави, досягши незабаром околиць Мартабана і Мулмейна. Витримавши важку облогу, Бінья У зрештою перейшов у контрнаступ, завдавши супротивникові поразки. 1353 року придушив заколот Ман Лінка, якого було страчено, а владу над Пеґу посилено. Мвей До, удова Ман Лінка, стала дружиною Біньї У.
Наступне 10-річчя розвивав економіку, забезпечивши дипломатією мир із сусідами, та зміцнив свій авторитет всередині країни. Підтримував невеличкі держави П'ї і Таунгу в протистоянні з їхнім зверхником — царством Пінья, не вступаючи при цьому у відкритий конфлікт з останньою. Також скористався протистоянням Сукхотаї і Аюттхаї для здобуття повної незалежності від першої. У 1362 році збільшив висоту пагоди Шведагон у Дагоні до 20 м та першим вкрив її шпиль і дах золотом. 
Наприкінці 1363 року вирушив на полювання за новим білим слоном. В цей час брати Б'яттаба і Лаукпія (з іншої гілки правлячої династії в Гантаваді) вчинили заколот, захопивши столицю. Спроба Біньї У відвоювати Мартабану виявилася марною. За цих обставин резиденцію переносить до Донвуну. Проте зміг контролювати лише третину держави. Завдяки дипломатії вдалося запобігти втручанню Ланна на боці заколотників. Протягом наступних 5 років відбувалися постійні сутички без певного результату. 1369 року Б'яттаб, скориставшись смертю міністра Пунсо, відправив 700 вояків перевдягнутих плакальниками, які захопили палац Біньї У в Донвуні, проте тому пощастило втекти. Він переносить столицю до Пеґу (звідси часто державу Гантаваді стали називати державою Пеґу).
Наприкінці 1370 року підписав мирний договір з Свасоке, володарем Ави, визнавши місто Таунгу васалом останнього. Поступово взяв під контроль північні та південно-західні землі (сучасні область Баго і округ Янгон). 1372 року відвоював місто Донвун з навколишніми землями. Невдовзі під тиском Кеунна, правителя Ланни, уклав мирну угоду з Б'яттабою і Лаукпією, за якою сплачував тим 10 пейттха (16,33 кг) золота та 10 слонів в обмін на визнання братами зверхності Біньї У. Б'яттаба і Лаукпія залишилися напівнезалежними правителями в Мартабані та М'яунгм'ї, зміцнивши союз з Ланною.
1375 року надав таємну допомогу П'янчі I, правителю Таунгу, у протистоянні з Свасоке. Але у 1376 році П'янчі I загинув внаслідок підступу. Бінья У поступово відійшов від управління та передавав дедалі більшу владу сестрі Магадеві, яку 1383 року призначив регентом. Невдовзі повстав його старший син Бінья Нве, оскільки новим спадкоємцем було обрано іншого сина — Бо Нганмгона від улюбленої дружини Тхірі Язидеві. Бінья Нве захопив важливе місто Дагон. Йому таємно допомагав міністр Зейкб'є, що саботував накази Біньї У та регентши. Також Бінья Нве сподівався на допомогу братів Б'яттаби і Лаукпії.
У цей час стан здоров'я Бінья У погіршився, тому він у жовтні він офіційно передав владу своїй сестрі, надавши їй право піднімати білу парасольку — символ царів. Проте вона продовжувала називати свого брата правителем у своїх офіційних документах. У грудні Пеґу опинилася в облозі Бінья Нве. На початку січня 1384 року помирає Бінья У, невдовзі після чого владу захоплює Бінья Нве під ім'ям Разадаріт.

## Будівельна діяльність
Бінья У вів велике храмове та монастирське будівництво. За час його панування розрослося місто Пеґу. Великі торгові судна не могли підходити до нього через недостатню глибину Сітауна, проте він був великим перевалочним пунктом, і торговці знову почали тут працювати. Пеґу поступово ставав для іноземних купців і мандрівників синонімом усього регіону взагалі.